# Jake Keough
Jake Keough (* 18. Juni 1987) ist ein ehemaliger US-amerikanischer Radrennfahrer.

## Werdegang
Jake Keough begann seine internationale Karriere 2008 bei dem US-amerikanischen Continental Team Kelly Benefit Strategies-Medifast. In seinem ersten Jahr dort gewann er die achte Etappe beim International Cycling Classic. Im nächsten Jahr gewann er bei der Vuelta Ciclista del Uruguay drei Etappen.
Zur Saison 2012 wechselte Keough zum damaligen UCI Professional Continental Team UnitedHealthcare und gewann er eine Etappe der Tour of Utah. In der Presse wurde ihm die Fähigkeit zu einem Weltklasse-Sprinter bescheinigt. Seine Fähigkeiten stellte er auch in der Saison 2013 unter Beweis, als er je eine Etappe der Tour of Qinghai Lake und der Volta a Portugal gewann.
In der Saison 2014 wurde Keough Mitglied beim Team 5-Hour Energy. Aufgrund von Herzrhythmusstörungen musste er seine Karriere als Radprofi im Juni zwangsweise beenden. 2017 fuhr er wieder Rennen, zum geplanten Einsatz für das UCI Continental Team Skyline kam es jedoch nicht.

## Familie
Seine Brüder Luke Keough, Nicholas Keough und Jesse Keough sind ebenfalls ehemalige Radrennfahrer, die vorrangig im Cyclocross aktiv waren. Die US-amerikanische Radrennfahrerin Kaitie Keough ist seine Schwägerin.

## Erfolge
2009
- drei Etappen Vuelta Ciclista del Uruguay

2012
- eine Etappe Tour of Utah

2013
- eine Etappe Tour of Qinghai Lake
- eine Etappe Volta a Portugal